# 롤라 폰세
롤라 폰세(Lola Ponce, 1977년 6월 25일 ~ )는 아르헨티나의 배우 및 가수이다.